# Сражение при Доорнкопе (1900)
Сражение при Доорнкопе (Battle of Doornkop) — сражение Второй англо-бурской войны. 29 мая 1900 года британские войска атаковали и захватили бурские позиции на горном хребте Доорнкоп западнее Йоханнесбурга.
После пересечения реки Вааль наступление британской армии Робертса на Йоханнесбург шло по двум направлениям. Колонны генерал-лейтенанта Френча и генерал-лейтенанта Гамильтона должны были наступать западнее Йоханнесбурга, а главные силы под командованием генерал-майора Такера и генерал-майора Пола-Карю  — продвигаться вдоль железнодорожной линии к востоку от Йоханнесбурга. 
28 мая, только что переправившись через реку Клип, колонна Френча встретила неожиданное сопротивление буров на Доорнкопе, горном хребте на западной границе Йоханнесбурга. В тот момент у командира кавалеристов были при себе только три кавалерийские батареи, четыре малокалиберные автоматические пушки и три тысячи конных пехотинцев. Его продвижение было временно остановлено, и он отошел, чтобы перегруппироваться. Поскольку позиция была слишком прочной, на подмогу вызвали пехоту Гамильтона. 
Сразу после полудня 29 мая Гамильтон начал прямую лобовую атаку на Доорнкоп двумя пехотными бригадами. 30 орудий обстреливали позицию обороняющихся. С наступлением англичан буры подожгли вельд и не открывали огонь до тех пор, пока атакующие не подошли на расстояние в 800 ярдов, а затем сосредоточенным ружейным огнем стали расстреливать британскую пехоту, наступающую по совершенно открытому пространству. Один только Гордонский полк, наступавший в центре, за 10 минут потерял 100 человек. Более успешные фланговые атаки других частей и угроза обходного маневра кавалерии Френча на левом фланге сломили сопротивление буров, и они с заходом солнца отступили.